# Lophodelta dinemata
Lophodelta dinemata là một loài bướm đêm trong họ Noctuidae.